# Muhammad Abdi Yusuf
Muhammad Abdi Yusuf és un polític de Somàlia nascut a la regió de Mudug, membre del clan darod.
Va participar en la Conferència de Djibouti a Arta de l'abril i maig del 2000. El 20 d'agost del 2000 fou nomenat vicepresident (assistent speaker) de l'Assemblea Nacional de Transició.
Fou nomenat primer ministre pel president Abdiqasim Salad Hassan (del que era un ferm aliat) el 8 de desembre del 2003, en substitució de Hassan Abshir Farah cessat virtualment l'agost del 2003 però destituït formalment per un vot de l'Assemblea Nacional de Transició aquest mateix dia (8 de desembre). Va restar en el càrrec quasi un any, fins al 3 de novembre de 2004 quan el nou president Abdullahi Yusuf Ahmed va nomenar com a primer ministre a Ali Muhammad Ghedi. En el seu mandat el Govern Nacional de Transició va restar pràcticament inactiu a l'espera del Govern Federal de Transició.
En el gabinet de Ghedi fou ministre de Sanitat però va dimitir el 3 d'agost del 2006 en les protestes per la posposició de converses amb la Unió de Corts Islàmiques de Somàlia.